# فيبيجرون
فيبيجرون (Vibegron)، الذي يباع تحت الاسم التجاري جيمتيسا (Gemtesa)، هو دواء يستخدم لعلاج فرط نشاط المثانة .   يُسْتخدم لتحسين أعراض سلس البول، و الإلحاح، و تكرار البول.  و يؤخذ عن طريق الفم. 
تشمل الآثار الجانبية الشائعة له: الصداع و عدوى المسالك البولية و الإسهال و الغثيان و عدوى الجهاز التنفسي العلوي.  قد تشمل الآثار الجانبية الأخرى على احتباس البول.  لا ينصح باستخدامه للأشخاص الذين يعانون من مشاكل حادة في الكلى أو الكبد.  كما أن السلامة في الحمل غير واضحة.  وهو ناهض انتقائي لمستقبلات بيتا 3 الأدرينالية. 
وُوفق على فيبيجرون للاستخدام الطبي في اليابان في عام 2018 و الولايات المتحدة في عام 2020.   ولم يُوافق عليه في المملكة المتحدة أو أوروبا اعتبارًا من عام 2022.  في الولايات المتحدة تبلغ التكلفة حوالي 460 دولارًا أمريكيًا شهريًا اعتبارًا من عام 2022. 